# Carlos Ospina
Carlos Alberto Ospina Hernández (* 10. September 1982 in Nechí) ist ein kolumbianischer Radrennfahrer.

## Karriere
Carlos Ospina belegte 2008 den dritten Platz in der Gesamtwertung der Cinturón Ciclista a Mallorca. Während der Vuelta a Colombia im selben Jahr wurde er bei einer Dopingkontrolle positiv getestet und für zwei Jahre bis zum 27. Mai 2010 gesperrt, so dass seine Erfolge des Jahres 2009 aberkannt sind.
Nach Ablauf seiner Sperre wurde er auf der Straßeim Jahr 2010 die kolumianische Zeitfahrmeisterschaft. Diesen Erfolg konnte er 2013 wiederholen. Auf der Bahn belegte er 2009 beim Weltcup in Cali den dritten Platz im Madison zusammen mit Carlos Alberto Urán und wurde 2010 Panamerikameister im Madison zusammen mit Weimar Roldán und im Scratch.

## Erfolge

### Straße
2009
- Mannschaftszeitfahren Vuelta a Colombia[2]

2010
- Kolumbianischer Meister – Einzelzeitfahren

2011
- Mannschaftszeitfahren Vuelta a Colombia

2013
- Kolumbianischer Meister – Einzelzeitfahren

### Bahn
2010
- Panamerikameister – Madison (mit Weimar Roldán)
- Panamerikameister – Scratch

## Teams
- 2011 Gobernación de Antioquia-Indeportes Antioquia
- 2012 Gobernación de Antioquia-Indeportes Antioquia
- 2016 RTS-Monton Racing
- 2017 RTS-Monton Racing